# Ludovico Fossali
Ludovico Fossali (* 21. Mai 1997 in Trient) ist ein italienischer Sportkletterer.

## Karriere
Ludovico Fossali tritt seit 2013 im Kletterweltcup an. In der Saison 2017 siegte er in Edinburgh erstmals bei einem Weltcup im Speedklettern. 2017 konnte er außerdem den dritten Platz im Gesamtweltcup erzielen. Im Oktober 2018 stellte er in Wujiang beim Kletterweltcup mit 5,783 s einen neuen italienischen Rekord über die 15 m Speed auf.
Bei den Kletterweltmeisterschaften 2019 konnte er Gold im Speedklettern erringen. In der Kombination reichte für ihn ein zweiter Platz im Speed und zwei 20. Plätze im Bouldern und Lead, um sich als 9. der Gesamtwertung für die Olympischen Sommerspiele 2020 in Tokio zu qualifizieren. Dort erreichte er in der Qualifikation den 19. Platz und verpasste so die Qualifikation für das Finale. 
Er gehört der Federazione Arrampicata Sportiva Italiana an. Er wird unter anderem von Camp, La Sportiva und Trentino Tourismus gesponsert.
2019 wurde er für seinen Weltmeistertitel vom italienischen Staat mit einem Collare d'Oro ausgezeichnet.